# Centris bicornuta
Centris bicornuta är en biart som beskrevs av Alexander Mocsáry 1899.
Centris bicornuta ingår i släktet Centris och familjen långtungebin. Inga underarter finns listade.